# Mistrzostwa Polski Seniorów w Lekkoatletyce 1951
27. Mistrzostwa Polski Seniorów w Lekkoatletyce – zawody, które rozgrywane były w Warszawie na Stadionie Wojska Polskiego między 9 a 16 września 1951. Odbyły się w ramach Spartakiady 1951 r., w związku z czym lekkoatleci reprezentowali nie kluby sportowe, lecz zrzeszenia. Poniżej podane są jednak kluby, w których startowali medaliści (z wyjątkiem sztafet).

## Rezultaty
| NR – rekord Polski \| SB – najlepszy wynik w sezonie \| PB – rekord życiowy |

### Mężczyźni
| Konkurencja:                  | 1. miejsce                                                           | Rezultat | 2. miejsce                                                                 | Rezultat | 3. miejsce                                                                | Rezultat |
| Bieg na 100 m                 | Emil Kiszka Unia Krywałd                                             | 10,8     | Zdobysław Stawczyk AZS Poznań                                              | 10,9     | Zygmunt Buhl Gwardia Kraków                                               | 10,9     |
| Bieg na 200 m                 | Zdobysław Stawczyk AZS Poznań                                        | 22,0     | Gerard Mach Budowlani Gdańsk                                               | 22,0     | Emil Kiszka Unia Krywałd                                                  | 22,1     |
| Bieg na 400 m                 | Gerard Mach Budowlani Gdańsk                                         | 49,0     | Bogdan Lipski AZS Warszawa                                                 | 49,6     | Hubert Gralka Górnik Zabrze                                               | 50,1     |
| Bieg na 800 m                 | Roman Korban Spójnia Gdańsk                                          | 1:54,9   | Wiesław Werbliński Gwardia Warszawa                                        | 1:55,5   | Andrzej Jackiewicz Gwardia Lublin                                         | 1:55,5   |
| Bieg na 1500 m                | Roman Korban Spójnia Gdańsk                                          | 3:57,6   | Edmund Potrzebowski AZS Szczecin                                           | 3:58,6   | Leon Statkiewicz Spójnia Warszawa                                         | 3:59,4   |
| Bieg na 5000 m                | Alojzy Graj Gwardia Warszawa                                         | 15:18,6  | Mieczysław Lewicki Kolejarz Toruń                                          | 15:21,6  | Aleksander Mańkowski Budowlani Gdańsk                                     | 15:21,8  |
| Bieg na 10 000 m              | Jan Szwargot CWKS Warszawa                                           | 32:04,6  | Józef Russek Kolejarz Ostrów Wlkp.                                         | 32:16,6  | Jan Kielas Gwardia Gdańsk                                                 | 32:21,2  |
| Bieg na 110 m przez płotki    | Stanisław Kardaś OWKS Lublin                                         | 16,0     | Czesław Wolski Gwardia Kraków                                              | 16,0     | Tadeusz Krzyżanowski Spójnia Gdańsk                                       | 16,1     |
| Bieg na 400 m przez płotki    | Czesław Kuśmirek Gwardia Wrocław                                     | 55,9 SB  | Hubert Gralka Górnik Zabrze                                                | 56,2     | Zbigniew Makomaski Ogniwo Olsztyn                                         | 56,2     |
| Bieg na 3000 m z przeszkodami | Alojzy Graj Gwardia Warszawa                                         | 9:33,6   | Jan Kielas Gwardia Gdańsk                                                  | 9:39,2   | Zdzisław Krzyszkowiak CWKS Warszawa                                       | 9:50,4   |
| Sztafeta 4 × 100 m            | AZS Cyryl Adamski Bogdan Lipski Janusz Wolniewicz Zdobysław Stawczyk | 42,8     | CWKS Henryk Grabowski Stanisław Kardaś Tadeusz Antonowicz Czesław Milewski | 43,4     | Gwardia Czesław Wolski Adolf Dęcikowski Lech Silski Zygmunt Buhl          | 43,5     |
| Sztafeta 4 × 400 m            | Gwardia Jerzy Grzanka Andrzej Lipiec Zygmunt Buhl Wiesław Werbliński | 3:23,2   | AZS Tadeusz Jodkowski Roman Żelewski Edmund Potrzebowski Bogdan Lipski     | 3:24,4   | Spójnia Ryszard Kundzik Andrzej Kasprzycki Jerzy Zygmunt Leon Statkiewicz | 3:25,0   |
| Skok wzwyż                    | Józef Cecuła Budowlani Gdańsk                                        | 1,85     | Leonard Spychalski Budowlani Szczecin                                      | 1,80     | Zygfryd Weinberg Gwardia Bydgoszcz                                        | 1,75     |
| Skok o tyczce                 | Zenon Ważny Ogniwo Warszawa                                          | 4,00     | Edward Adamczyk OWKS Wrocław                                               | 4,00     | Marian Małecki Gwardia Wrocław                                            | 3,80     |
| Skok w dal                    | Edward Adamczyk OWKS Wrocław                                         | 7,30     | Stefan Milewski CWKS Warszawa                                              | 7,12     | Emil Kiszka Unia Krywałd                                                  | 7,04     |
| Trójskok                      | Zygfryd Weinberg Gwardia Bydgoszcz                                   | 14,87 SB | Stanisław Kowal Ogniwo Warszawa                                            | 14,54    | Marian Hoffmann Kolejarz Bielsko                                          | 13,74    |
| Pchnięcie kulą                | Tadeusz Prywer Włókniarz Łódź                                        | 15,78    | Mieczysław Łomowski Gwardia Gdańsk                                         | 14,99    | Tadeusz Krzyżanowski Spójnia Gdańsk                                       | 14,52    |
| Rzut dyskiem                  | Mieczysław Łomowski Budowlani Gdańsk                                 | 43,92    | Stanisław Żochowski Flota Gdynia                                           | 43,14    | Henryk Chojnacki Kolejarz Warszawa                                        | 42,78    |
| Rzut młotem                   | Bogdan Masłowski Gwardia Bydgoszcz                                   | 50,02    | Kazimierz Świetlicki Włókniarz Pabianice                                   | 45,91    | Jan Harmata Flota Gdynia                                                  | 45,66    |
| Rzut oszczepem                | Janusz Sidło Spójnia Gdańsk                                          | 63,01    | Czesław Kujawa CWKS Warszawa                                               | 57,29    | Edmund Sumiński AZS Poznań                                                | 54,88    |
| Rzut granatem                 | Janusz Sidło Spójnia Gdańsk                                          | 77,27    | Stanisław Wrona Budowlani Opole                                            | 71,26    | Kazimierz Bąkiewicz Gwardia                                               | 70,81    |

### Kobiety
| Konkurencja:              | 1. miejsce                                                                    | Rezultat | 2. miejsce                                                       | Rezultat | 3. miejsce                                                                       | Rezultat |
| Bieg na 100 m             | Maria Ilwicka AZS Warszawa                                                    | 12,5     | Irena Kuźmicka Budowlani Chorzów                                 | 12,5     | Mieczysława Moder Budowlani Gdańsk                                               | 12,5     |
| Bieg na 200 m             | Felicja Orsztynowicz Gwardia Bydgoszcz                                        | 26,5     | Mieczysława Moder Budowlani Gdańsk                               | 26,6     | Genowefa Minicka Budowlani Szczecin                                              | 26,7     |
| Bieg na 500 m             | Michalina Piwowar Stal Katowice                                               | 1:19,6   | Genowefa Minicka Budowlani Szczecin                              | 1:19,6   | Danuta Górecka Gwardia Wrocław                                                   | 1:19,8   |
| Bieg na 80 m przez płotki | Janina Słowińska Gwardia Bydgoszcz                                            | 12,5     | Zofia Leszner AZS Poznań                                         | 13,0     | Barbara Maciejak AZS Poznań                                                      | 13,1     |
| Sztafeta 4 × 100 m        | Budowlani Elżbieta Czeszko Mieczysława Moder Genowefa Minicka Elżbieta Bocian | 50,0     | AZS Maria Ilwicka Krystyna Kowalska Maria Klimczak Zofia Leszner | 50,9     | Gwardia Felicja Orsztynowicz Irena Laskowska Eulalia Szwajkowska Barbara Trębacz | 51,1     |
| Skok wzwyż                | Barbara Maciejak AZS Poznań                                                   | 1,45     | Róża Toman Budowlani Chorzów                                     | 1,40     | Zofia Leszner AZS Poznań                                                         | 1,40     |
| Skok w dal                | Maria Ilwicka AZS Warszawa                                                    | 5,45     | Helena Gburek Spójnia Grudziądz                                  | 5,39     | Zofia Leszner AZS Poznań                                                         | 5,24     |
| Pchnięcie kulą            | Magdalena Breguła Stal Katowice                                               | 12,60    | Jadwiga Konik Kolejarz Kraków                                    | 12,11    | Wanda Flakowicz Stal Gliwice                                                     | 11,54    |
| Rzut dyskiem              | Irena Dobrzańska Kolejarz Warszawa                                            | 38,92    | Jadwiga Konik Kolejarz Kraków                                    | 38,23    | Helena Kozłowska Spójnia Białystok                                               | 36,11    |
| Rzut oszczepem            | Jadwiga Konik Kolejarz Kraków                                                 | 37,74    | Helena Stachowicz Włókniarz Kraków                               | 36,98    | Helena Szendzielorz Unia Krywałd                                                 | 35,40    |

## Biegi przełajowe
23. mistrzostwa Polski w biegach przełajowych rozegrano 20 maja w Olsztynie. Kobiety rywalizowały na dystansie 1,2 kilometra, a mężczyźni na 5 km.

### Mężczyźni
| Konkurencja:           | 1. miejsce                 | Rezultat | 2. miejsce                | Rezultat | 3. miejsce                   | Rezultat |
| Bieg przełajowy (5 km) | Jan Szwargot CWKS Warszawa | 15:32,2  | Jan Kielas Gwardia Gdańsk | 15:49,2  | Alojzy Graj Gwardia Warszawa | 15:58,2  |

### Kobiety
| Konkurencja:             | 1. miejsce                         | Rezultat | 2. miejsce                    | Rezultat | 3. miejsce                         | Rezultat |
| Bieg przełajowy (1,2 km) | Czesława Gryczka Stal Stalowa Wola | 3:49,2   | Anna Skrzetuska CWKS Warszawa | 3:51,8   | Lucyna Olewińska Spójnia Białystok | 3:56,0   |

## Wieloboje
Mistrzostwa w pięcioboju mężczyzn i trójboju kobiet zostały rozegrane 24 czerwca w Łodzi, a w dziesięcioboju mężczyzn i pięcioboju kobiet 29 i 30 września w Elblągu.

### Mężczyźni
| Konkurencja:  | 1. miejsce                   | Rezultat     | 2. miejsce                          | Rezultat  | 3. miejsce                       | Rezultat  |
| Pięciobój     | Marian Ohnsorge Stal Poznań  | 3343 pkt.    | Artur Będkowski Włókniarz Sosnowiec | 3328 pkt. | Kazimierz Michałek Ogniwo Kraków | 2981 pkt. |
| Dziesięciobój | Bolesław Pachół AZS Szczecin | 6013 pkt. SB | Andrzej Krzesiński Spójnia Gdańsk   | 5951 pkt. | Zbigniew Tułecki Włókniarz Łódź  | 5317 pkt. |

### Kobiety
| Konkurencja: | 1. miejsce                         | Rezultat     | 2. miejsce                         | Rezultat  | 3. miejsce                          | Rezultat  |
| Trójbój      | Mieczysława Moder Budowlani Gdańsk | 1570 pkt.    | Irena Kuźmicka Budowlani Chorzów   | 1494 pkt. | Genowefa Minicka Budowlani Szczecin | 1488 pkt. |
| Pięciobój    | Zofia Leszner AZS Poznań           | 2551 pkt. SB | Mieczysława Moder Budowlani Gdańsk | 2482 pkt. | Genowefa Minicka Budowlani Szczecin | 2352 pkt. |

## Bieg maratoński
Mistrzostwa Polski w biegu maratońskim mężczyzn rozegrano 30 września w Elblągu.
| Konkurencja:    | 1. miejsce                     | Rezultat   | 2. miejsce                   | Rezultat | 3. miejsce                    | Rezultat |
| Bieg maratoński | Winand Osiński Unia Szczecinek | 2:43:06 SB | Edwin Kozera Kolejarz Poznań | 2:49:00  | Franciszek Kurek OWKS Wrocław | 2:49:45  |